# 開環メタセシス重合
開環メタセシス重合（かいかんメタセシスじゅうごう、英: Ring-opening metathesis polymerization, ROMP）は、オレフィンメタセシス重合反応の一種である。産業上重要な製品の製造に用いられる。この反応の駆動力は、環状オレフィン（ノルボルネンやシクロペンタンなど）の環ひずみの開放であり、様々な触媒が発見されている。

## 機構
ROMP 反応を促進する触媒には多様な金属が含まれ、単純な RuCl3/アルコール混合物やグラブス触媒をはじめとして様々なものがある。
ノーベル賞受賞者イヴ・ショーヴァンと同僚のジャン・ルイス・エリソンを始めとして、ROMP 反応における触媒作用は主に金属-カルベン錯体形成から来ていることが報告されているが、ヒドリド機構も報告されている。カルベン化学種の開始は、溶媒相互作用や置換基相互作用、助触媒など様々な経路で起こり、全てが活性触媒種の形成に寄与しうる。
ROMP 反応の駆動力は環ひずみの開放であり、触媒サイクル中にはひずみを持つ環状構造が必要となる。これは、金属-カルベン錯体種の形成後、カルベンは環状構造中の二重結合を攻撃し、ひずみの大きいメタロシクロブタン中間体を形成する。この環が開環することにより重合が開始される。したがって、重合体の末端には二重結合の先に金属も結合している。新しいカルベンは次の単量体と反応し、反応が伝播していく。

## 溶媒効果
カルベン化学種の形成には溶媒の選択が大きな影響を与えることがある。例として、Basset, et al. は RuCl3 についてその触媒能への様々なアルコールの影響を報告している。使われたアルコールに依存して、反応経路がルテニウム-ヒドリド活性化学種を経由するかルテニウム-カルベン活性化学種を経由するかが決まる。実験結果により、溶媒の変更により分子量が増減することが実証されている。典型的には分子量が大きい重合体の方が分子量の小さい重合体よりも強いので、このことは様々な重合度の重合体を生産できる可能性を示唆している。また、反応速度の劇的な変化も観測されており、このこともルテニウム-カルベン錯体の形成に溶媒が重要な役割を果たすことを裏付けている。
Hamilton, et al. は金属塩型触媒系において溶媒を変更すると系の微視的環境が劇的に変わりうることを報告している。この変化により立体規則性やシス-トランス比などが影響を受け、共重合体の規則性も向上させられる。

## 置換基効果
前述の通り、ROMP 触媒反応は環ひずみを駆動力として進行する。したがって、基質として二環式化合物および三環式化合物が最も適している。しかし、これらの反応は莫大な生成物を生じうる。環状化合物に置換基を導入することによりより複雑でより機能的な重合体を得ることができる。残念にも、環状化合物上の置換基は最も一般的な触媒との間に有害な反応を起こす。まず、グラブス触媒はニトリルおよびアミン基により被毒される。多くの一般的なモリブデンもしくはタングステンメタセシス触媒は酸素や窒素を含む置換基の影響を受ける。したがって、ルテニウム-カルベン錯体など、これらの官能基の影響を受けない代替触媒の研究が進められている。
環状錯体上の置換基の位置は触媒毒性と関連している。しかし、毒性がない場合でも基質の反応性の決定に関与している。置換基が二重結合している炭素に結合している場合、この重合反応は起こらない。Slugovc, et al. は「スーパーグラブス触媒」、(H2IMes)(PCy3)(Cl)2Ru=CHPh を用いる ROMP 反応への様々な官能基の影響を試験した。実験結果は、反応混合物に一般的な置換基を導入することによる重合体の分子量の調整の可能性を示唆している。
触媒によっては、反応速度を加速する置換基も存在する。ノルボルネンエポキシドは RuCl3/アルコール混合物が触媒として用いられている場合、反応速度を加速する。Basset, et al. はこの加速の原因は、メタロオキサシクロブタン錯体の形成により、メタセシス開環に際して活性ルテニウム-カルベン錯体が直接得られることによるものであると説明している。類似の経路が可能となる置換基でも反応が加速されることが、この考察を裏付けている。
重合体物性の操作において、立体規則性および位置規則性の精密制御は強力なアプローチのひとつである。特にポリオレフィンの場合は、立体規則性および位置規則性により熱的物性やレオロジー物性、結晶性が劇的な影響を受ける。Hillmyer, Kobayashi, Pitet は、3置換シス-シクロオクテン(3RCOE, Rはメチル、エチル、ヘキシル、フェニル基）の立体選択性および位置選択性を持つ開環メタセシス重合を実証した。その後、Hillmyer, Cramer の研究により、位置選択性は置換基と NHC リガンドとの間の立体障害に起因していることが実証されたが、溶媒極性からの影響も顕著であることが示された 。この研究において、著者らは環のサイズによって異なる律速段階も発見している。

## 産業上の応用
シクロアルケンの開環メタセシス重合は多くの重要な石油化学製品の生産に用いられている。工業生産能力上、安価な単量体から線形な重合体を合成できる能力や、特殊な物性を持つ重合体を合成できる能力が特に重要となる。ROMP 触媒反応により工業的に生産されている重合体の例としては、シクロオクテンのメタセシス重合体であるトランス-ポリオクテナマー（製品名 Vestenamer）や、ポリノルボルネン（製品名 Norsorex）が上げられる。ノルボルネン重合の副生成物であるポリジシクロペンタジエンは、Telene および Metton の製品名で知られている。
ROMP プロセスは一定量の二重結合を持つ規則的な重合体が形成される点で非常に有用である。生成物を部分的もしくは完全に水素化することにより、より複雑な化合物へと変換することができる。